# Condado de Allen (Kansas)
El condado de Allen es uno de los 105 del Estado estadounidense de Kansas.
La sede del condado es Iola que también es su principal población. Posee un área de 1.308 km² (de los cuales 6 km² están cubiertos de agua), una población de 14.385 habitantes y una densidad de población de 11 hab/km² (según el censo de 2000). Este condado fue fundado el 25 de agosto de 1855.